# Владимир (историческая станция)
Старое здание вокзала Владимира — объект культурного наследия, бывшее здание вокзала в городе Владимир. Снесено в 1970-е, несмотря на архитектурную ценность. На его месте построено новое здание вокзала.

## Описание
Официальное открытие движения по станции Владимир состоялось 14 июня 1861 года. В этот день в Москву был отправлен пассажирский поезд, состоявший из четырёх вагонов и десяти платформ. В пути он потерпел крушение — дорога не была полностью готова к эксплуатации. Однако ещё раньше, 19 марта того же года, на станцию из Москвы прибыл экстренный поезд, доставивший во Владимирскую губернию несколько тысяч экземпляров Положения о крестьянах, выходящих из крепостной зависимости.
2 августа 1862 года был открыт для движения участок от Владимира до Нижнего Новгорода; в 1878 году уложены вторые пути на участке Москва — Владимир, в 1892 году — до Нижнего Новгорода. В конце 1900 года от станции Владимир были отправлены первые поезда по Рязанско-Владимирской узкоколейной железной дороге, в 1920-х годах участок Владимир — Тумская был перешит на широкую колею.
10 апреля 1913 года отмечалось 50-летие службы билетного кассира О. С. Кнушевицкой — первой в России женщины служащей железной дороги. 10 апреля 1863 года она была утверждена в должности билетного кассира станции Вязники. Через 10 лет её перевели с повышением на станцию Владимир.
К январю 1962 года завершена электрификация дороги, со станции Горький-Сортировочный (ныне Нижний Новгород-Сортировочный) во Владимир пришёл первый электровоз; 30 мая 1971 года со станции Владимир впервые была отправлена электричка в Москву.
Вокзал, который получил архитектурную ценность (его признали памятником и поставили на госохрану), снесли в 1970-х годах. Его сносили с помощью взрыва, а окна, в соседних от вокзала домах, были заклеены полосками бумаги, будто в военные времена, чтобы не выбило стекла. В 1975 году построено новое, ныне действующее, здание железнодорожного вокзала.
Историческое здание можно увидеть в фильме «И снова утро»

### Встреча Ленина с Федосеевым
23 августа 1893 года по пути из Самары в Петербург единственный раз в жизни посетил Владимир Ленин посетил город Владимир. Он собирался здесь встретиться с организатором первых марксистских кружков в России Николаем Федосеевым.
В вокзальном буфете его уже ждал Николай Сергиевский — член федосеевского кружка. Товарищами на него была возложена ответственная задача — с соблюдением всей возможной конспирации и в обход возможной жандармской слежки довести Ленина до квартиры Марии Гопфенгауз, куда, как ожидалось, должны были с минуты на минуты доставить Федосеева.
Детально известен маршрут, каким Ульянов и Сергиевский шли от Владимирского вокзала. Стелла с картой их движения стоит на вокзале до сих пор.
Революционеры около пяти часов прождали Федосеева, пока вернувшаяся Мария Гопфенгауз, безуспешно хлопотавшая о выходе из тюрьмы Николая Евграфовича хотя бы на несколько часов, не сообщила, что жандармы освобождения ему не дали. Откладывать отъезд до следующего дня Ленину было нельзя и, прекрасно запомнив дорогу, Владимир Ильич один ушёл на вокзал и уехал в Москву. Дом, где Ленин безуспешно ожидал Федосеева был снесен, на его место стоит памятная стела.

## Фотографии
| - табличка что на вокзале останавливался Ленин - 1861-1862 годы - Схема маршрута Ленина (Ульянова) от вокзала Владимира до конспиративной квартиры - Вид на вокзал и Клязьму в 1911 году, фото Прокудина-Горского |